# Li Fanwen
Li Fanwen (chinois : 李范文 ; pinyin : lǐ fànwén) est un linguiste et tangoutologue chinois, né en novembre 1932 sur le Xian de Xixiang à Hanzhong, dans la province du Shaanxi.
Il est notamment célèbre pour son dictionnaire de la langue tangoute.

## Biographie
Li Fanwen est né dans le Xian de Xixiang, à Hanzhong, province du Shaanxi en novembre 1932. Après avoir quitté l'école il travaille quelques années. Il part ensuite étudier le tibetain à l'Université centrale des minorités, à Pékin, où il obtient son diplôme en 1956. Il reste dans l'université comme étudiant-chercheur et y reçoit un second diplôme en 1959. À cette époque il est fasciné par l'écriture tangoute, qui est éteinte et n'est que partiellement comprise. En 1960 il part à Yinchuan, dans la région autonome du Ningxia, ancienne capitale de l'Empire tangoute et se consacre à la tangoutologie, sa femme n'étant pas décidée à le suivre, ils divorcent.
Lorsqu'il arrive au Ningxia, il est déçu d'apprendre qu'il n'est pas possible d'y apprendre l'écriture et la langue tangoute, il est mis à un poste de recherche sur les Huis à l'Université du Ningxia. Deux ans plus tard, il est muté au Musée du Ningxia （宁夏博物馆） et a alors le temps de se consacrer à l'étude de histoire et la langue tangoute. Il est envoyé par le musée aux fouilles archéologiques de la Nécropole des Xia occidentaux, au pied des Monts Helan, dans un rôle mineur. Il travaille aux excavations pendant sept ans, tandis que sa femme, Yang Shende (楊慎德) et ses enfants restent à Yinchuan. Les conditions sont rudes et les rations alimentaires limitées, il devient donc malade et émacié à la fin de ces sept années, mais sa femme a pris soin de lui et lui a fait retrouver sa pleine forme.